# Ludwik II Wirtemberski
Ludwik II Wirtemberski (ur. 1137, zm. 1181) – hrabia Wirtembergii w latach 1158–1181. 
Syn Ludwika I Wirtemberskiego
Nie posługiwał się tytułem hrabiego, najprawdopodobniej tytuł ten przestał funkcjonować jeszcze za życia Ludwika I. Dopiero w 1181 roku ponownie dzięki cesarzowi Fryderykowi I Barbarossie panowie na Wirtembergu zaczęli używać tego tytułu.